# Læsø
Læsø – duńska wyspa, największa wyspa położona w cieśninie Kattegat. Znajduje się prawie dokładnie pomiędzy portami Frederikshavn i Göteborg.

## Krótki opis
Powierzchnia wyspy to 114 km² (długość 21 km, szerokość 12 km), w roku 2017 zamieszkiwały ją 1793 osoby.
Administracyjnie wyspa tworzy samodzielną gminę Læsø, a jej największą miejscowością jest Byrum liczące 438 mieszkańców (2017 r.).
W latach 1300–1550 wyspa słynęła z produkcji soli. Doprowadziło to do wylesienia Læsø. Obecnie wznawia się wydobywanie soli na małą skalę, jako atrakcję turystyczną.

## Znane osoby
Na Læsø w 1988 r. zmarł duński pisarz Christian Kampmann.

## Galeria

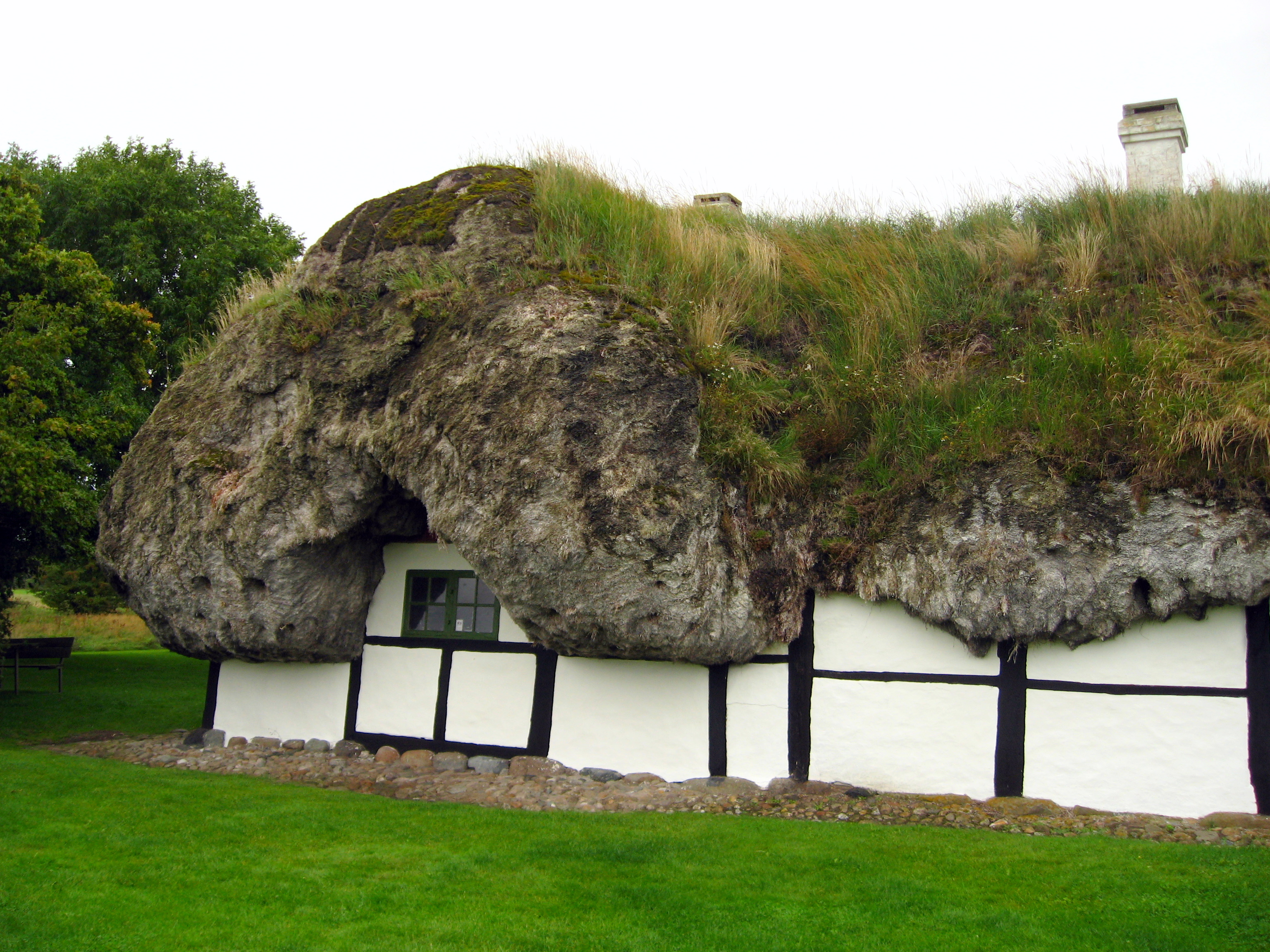
Charakterystyczny dla Læsø dom z dachem krytym wodorostami
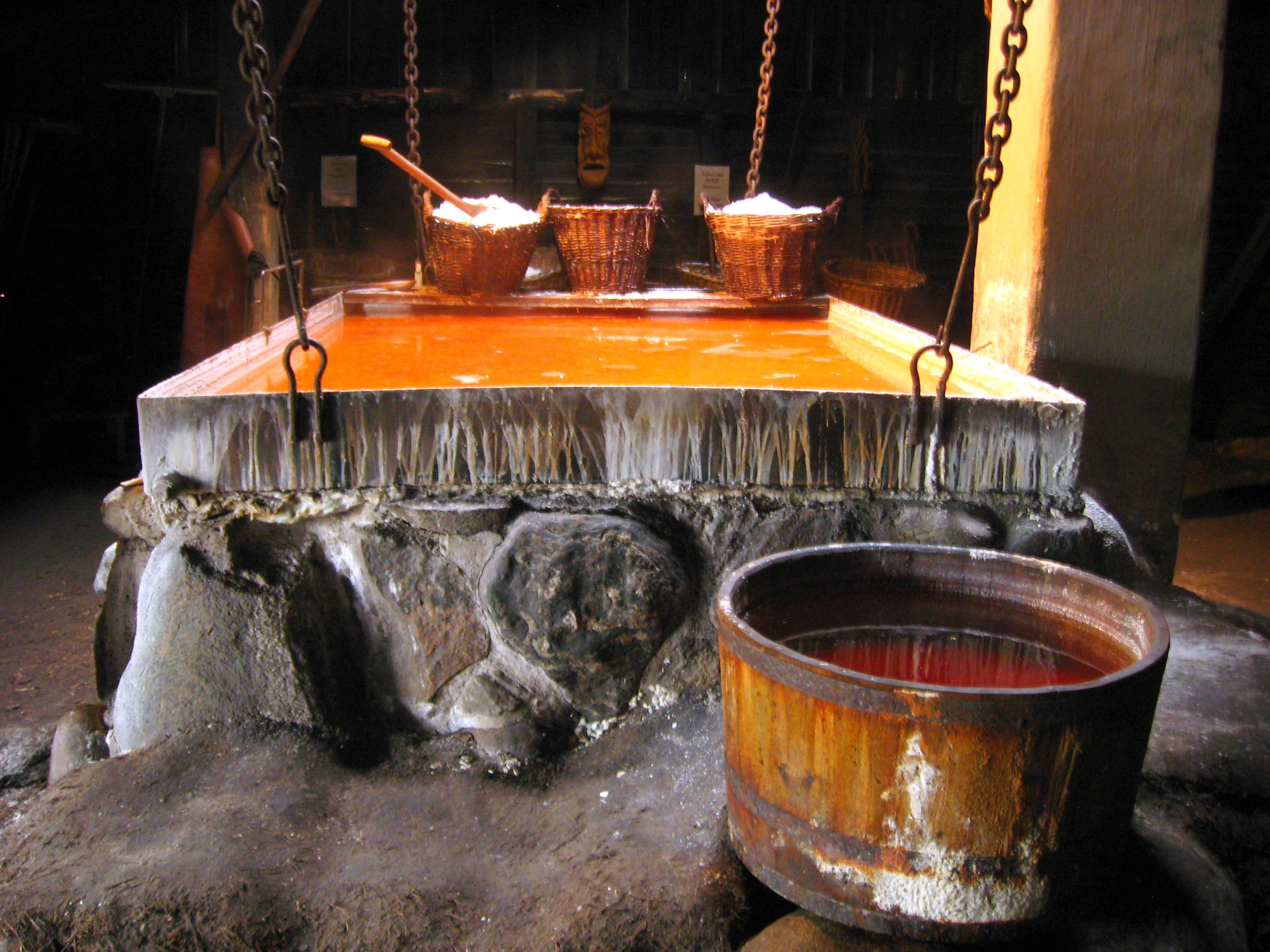
Warzenie soli – skansen na Læsø
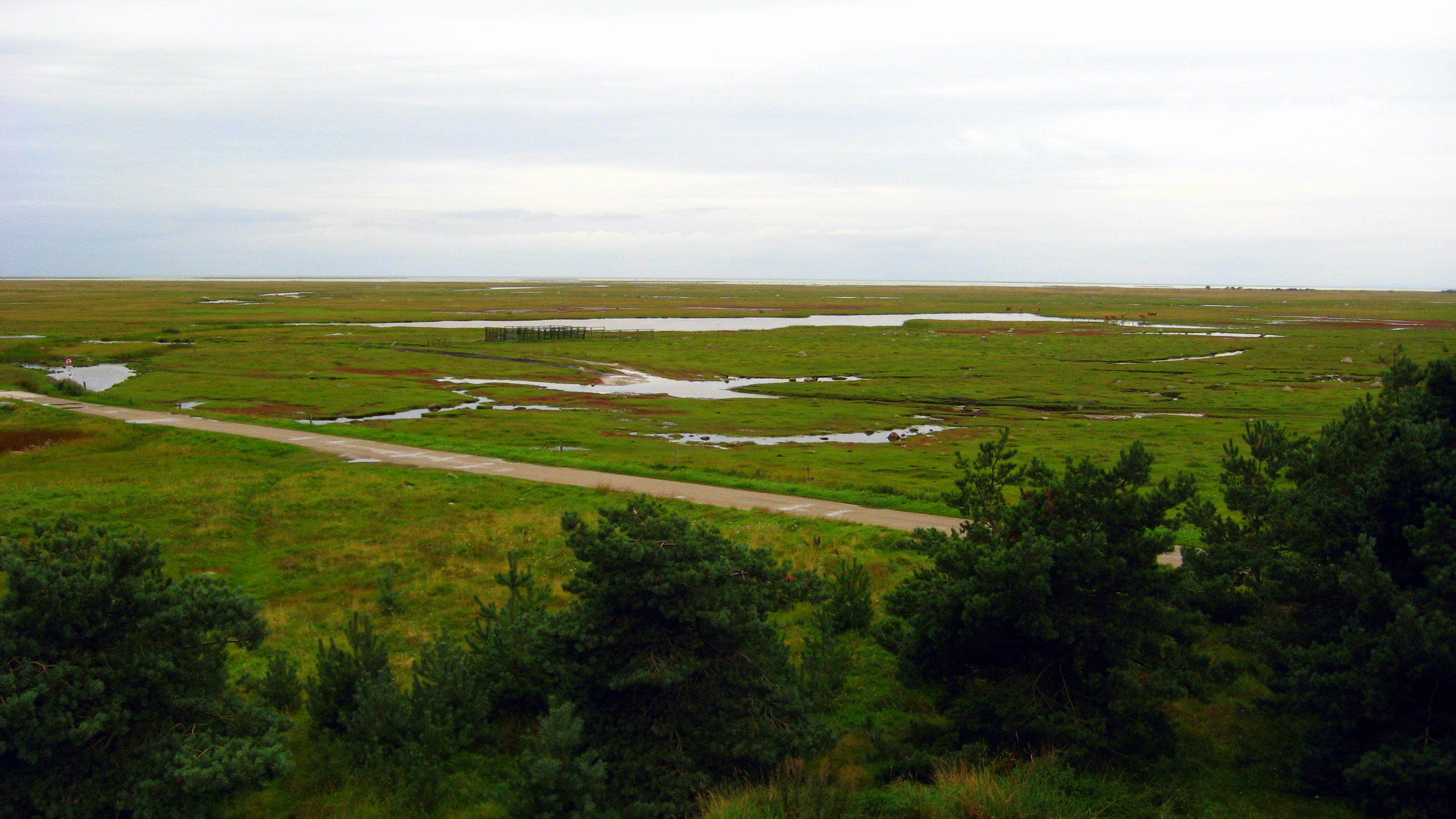
Krajobraz Læsø
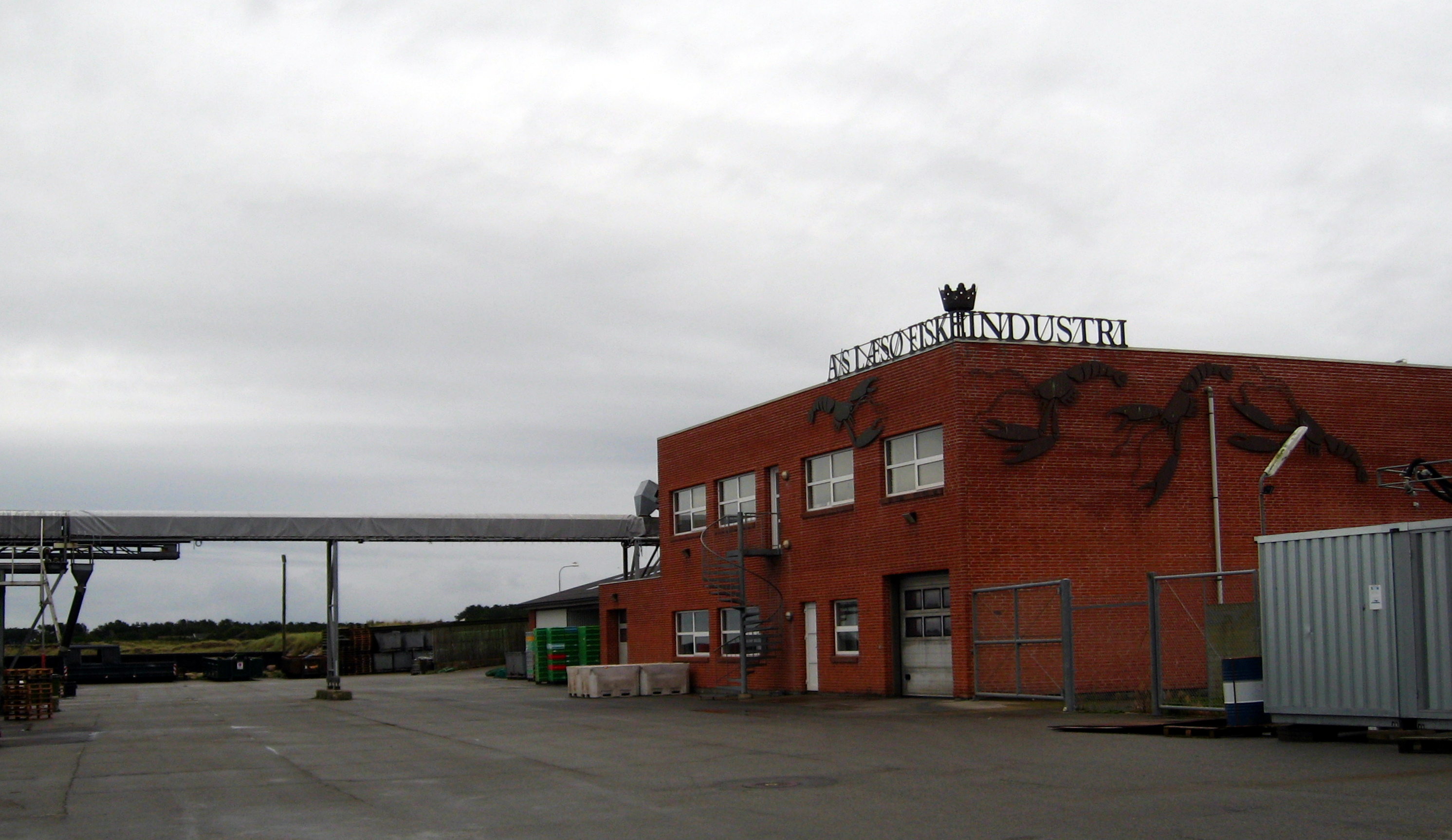
Przetwórnia owoców morza Læsø Fiskeindustri w porcie Østerby